# Nannoscincus rankini
Nannoscincus rankini — вид сцинкоподібних ящірок родини сцинкових (Scincidae). Ендемік Нової Каледонії. 

## Поширення і екологія
Nannoscincus rankini відомі з типової місцевості, розташованої на схилах гори Аопіні в центральній частині острова Нова Каледонія. Вони живуть у вологих гірських тропічних лісах, на висоті понад 900 м над рівнем моря. Ведуть наземний, напівриючий спосіб життя, ховаються під камінням і поваленими деревами, шукають їжу серед опалого листя.

## Збереження
МСОП класифікує цей вид як такий, що перебуває на межі зникнення. Nannoscincus rankini загрожує знищення природного середовища.